# Wydział Inżynierii Materiałowej i Fizyki Technicznej Politechniki Poznańskiej
Wydział Fizyki Technicznej – jeden z dziesięciu wydziałów Politechniki Poznańskiej. Został powołany do życia uchwałą Senatu uczelni z dnia 22 stycznia 1997 roku, a 1 kwietnia tego roku rozpoczął działalność. Od 18 sierpnia 2014 roku siedziba wydziału mieści się przy ulicy Piotrowo 3 w kampusie Warta. Do tego czasu przez 13 lat wydział zajmował budynki przy ulicy Nieszawskiej 13 w obrębie Osiedla Warszawskiego.

## Struktura organizacyjna
- Instytut Fizyki
  - Zakład Fizyki Molekularnej
  - Zakład Fizyki Fazy Skondensowanej
  - Zakład Fizyki Powierzchni i Nanotechnologii
  - Zakład Fizyki Obliczeniowej
- Instytut Badań Materiałowych i Inżynierii Kwantowej
  - Zakład Mikro- i Nanostruktur
  - Zakład Spektroskopii Optycznej
  - Zakład Metrologii i Inżynierii Kwantowej
- Instytut Inżynierii Materiałowej
  - Zakład Nanomateriałów Funkcjonalnych
  - Zakład Metaloznawstwa i Inżynierii Powierzchni

## Władze wydziału
- Dziekan: dr hab. Mirosław Szybowicz, prof. PP
- Prodziekan ds. nauki: dr hab. inż. Andrzej Miklaszewski
- Prodziekan ds. kształcenia: dr hab. inż. Wojciech Koczorowski

## Działalność dydaktyczna i naukowa
Wydział prowadzi studia w następujących kierunkach i specjalnościach:
Studia I stopnia (inżynierskie):
- Fizyka techniczna
- Edukacja techniczno-informatyczna
- Inżynieria materiałowa

 Studia II stopnia:
- Fizyka techniczna
- Edukacja techniczno-informatyczna
- Inżynieria materiałowa

Studia III stopnia:
- Fizyka techniczna
- Inżynieria materiałowa

 Studia podyplomowe:
- Edukacja pedagogiczno-dydaktyczna w obszarze wiedzy technicznej

Rada Dyscypliny Inżynieria Materiałowa ma prawo przyznawania stopni naukowych doktora i doktora habilitowanego w zakresie nauk technicznych w dyscyplinie inżynieria materiałowa
W jednostkach wydziałowych prowadzone są badania naukowe w zakresie m.in.:
- nanotechnologii
- bioelektroniki molekularnej
- powierzchniowych struktur półprzewodnikowych
- symulacji komputerowych
- inżynierii i metrologii kwantowej
- fizyki środowiska
- właściwości fizycznych materiałów

## Współpraca międzynarodowa
Studenci wydziału mogą brać udział w wymianach naukowych w ramach programu Erasmus wydział prowadzi współpracę z następującymi uczelniami:
- Fachhochschule Brandenburg
- Technische Universitaet Graz
- Brandenburgische Technische Universitaet Cottbus
- Universitaet Hannover
- Technische Fachhochschule Wildau